# Dirt 3
Dirt 3 (stilisiert als DiRT 3) ist ein Rennspiel, das von Codemasters für Microsoft Windows, PlayStation 3 und Xbox 360 entwickelt wurde. Es wurde am 24. Mai 2011 veröffentlicht und ist das erste Spiel der Serie Colin McRae Rally, ohne dass Colin McRae Namensgeber war. Mit Dirt 4 erschien eine direkte Fortsetzung.
Im Spiel sind viele Rallyefahrer vertreten, darunter Ken Block, Tanner Foust, Liam Doran, Kris Meeke, Sébastien Ogier, Sébastien Loeb, Mohammed bin Sulayem und viele andere. Das Spiel bietet eine Vielzahl von Offroad-Events an vielen verschiedenen Orten auf der ganzen Welt, beispielsweise in Asien, Afrika, Europa und Nordamerika, die dem Spieler eine Reihe herausfordernder realer Umgebungen bieten.

## Spielprinzip
Gefahren werden klassische Rallyes in Form von Punkt-zu-Punkt-Strecken mit gestaffelten Starts gegen die Uhr mit einem Beifahrer, der Notizen vorliest. Alternativ kann Rallycross oder Landrush auf Rundkursen gefahren werden. Mit Gymkhana kommt ein geschicklichkeitsbasierter Spielmodus in Arenen hinzu. Spielziel ist es Reputationspunkte zu sammeln, um das Interesse von Sponsoren zu wecken, die neue Fahrzeuge zur Verfügung stellen. Neu im Vergleich zum Vorgänger sind Schnee und Regen sowie die Möglichkeit Videoclips direkt bei YouTube hochzuladen. Zudem können Fahrfehler durch Rückblenden korrigiert werden. Ein besonderer Schwierigkeitsgrad beschränkt den Spieler ausschließlich auf die Ansicht im Cockpit ohne jedwede Fahrhilfe.

## Datendiebstahl
Dem Hersteller wurden bei einem Hacker-Angriff zahlreiche Steam Freischaltcodes gestohlen, die für eine gemeinsame Werbeaktion mit Hersteller AMD gedacht waren, wobei jedoch keine Nutzerdaten kompromittiert wurden.

## Fahrzeuge
Pro
- Ford Focus RS WRC
- Citroën C4 WRC
- Ford Fiesta RS WRC
- Mini Countryman Rally Edition

Open
- Ford Fiesta Open Class
- Mitsubishi Lancer Evolution X
- Subaru Impreza WRX STi  N12/SRT USA
- Colin McRae R4
- Ford Escort Mk II

Super 2000
- Peugeot 207 S2000
- Abarth Grande Punto S2000

90's
- Subaru Impreza WRX STi 1995
- Ford Escort RS Cosworth
- Lancia Delta HF Integrale
- Toyota Celica GT-Four

Group B
- Audi Sport quattro Rallye
- Ford RS200
- MG Metro 6R4
- Peugeot 205 T16 Evo 2
- Lancia Delta S4

80's
- Ford Sierra RS500
- Opel Manta 400
- Renault 5 Turbo
- BMW M3 Rally

70's
- Ford Escort Mk II
- Opel Kadett GT/E 16v
- Fiat 131 Abarth
- Lancia Stratos

60's
- Mini Cooper S
- Lancia Fulvia HF
- Renault Alpine A110 1600 S

Raid
- Hummer H3
- Volkswagen Race Touareg 2
- Bowler Nemesis
- Mitsubishi Racing Lancer

Classic
- Audi quattro S1 Pikes Peak
- Peugeot 405 T16 Pikes Peak
- Toyota Tacoma

Modern
- Monster Sport SX4 Hillclimb Special
- BMW Z4 M Coupe Motorsport
- Ford Fiesta OMSE Hillclimb Special
- Rhys Millen Racing PM580
- Chevrolet Camaro SSX Concept
- Ford Mustang GT

Rallycross
- Ford RS200 RallyX
- Mitsubishi Lancer Evolution X Rallycross
- Ford Fiesta Rallycross
- Peugeot 207 T16 4x4
- Subaru Impreza WRX STI GR Rallycross
- MG Metro 6R4 RallyX
- Citroën C4 Rallycross
- Ford Focus ST Rallycross

Gymkhana
- Mitsubishi Lancer Evo X JUN
- Ford Fiesta Gymkhana 3
- Subaru Impreza WRX STI GD/GR Gymkhana
- Scion tC
- Saturn Sky
- Mini Cooper S Gymkhana

Landrush
- Scott Schwalbe Super Buggy
- Toyota Stadium Truck

## Rezeption
Die insgesamt 98 Strecken bestehen teils aus anders angeordneten oder in Gegenrichtung befahrenen Abschnitten, so dass man sich trotzdem schnell satt sehe. Die Steuerung sei eine tolle Mischung aus Simulation und Arcade. Die organischen Landschaften und die Lichtstimmung seien optische Leckerbissen. Das Spiel fessele, das Fahrverhalten sei anspruchsvoll, der Fuhrpark groß und mit den neuen Spielmodi außerhalb der Rallye-Passagen gäbe es Abwechslung. Das Fahrgefühl bleibe jedoch zu einheitlich und die Ladezeiten seien lang. Im Vergleich zum Vorgang habe sich jedoch wenig verändert. Der Mehrspielermodus lasse mit Online-Rennen ohne Lag, LAN-Unterstützung und Split Screen keine Wünsche offen. Durch die wahlweise abschaltbaren Fahrhilfen sei es sowohl für Experten als auch Gelegenheitsspieler geeignet.